# Petit Le Mans 2005

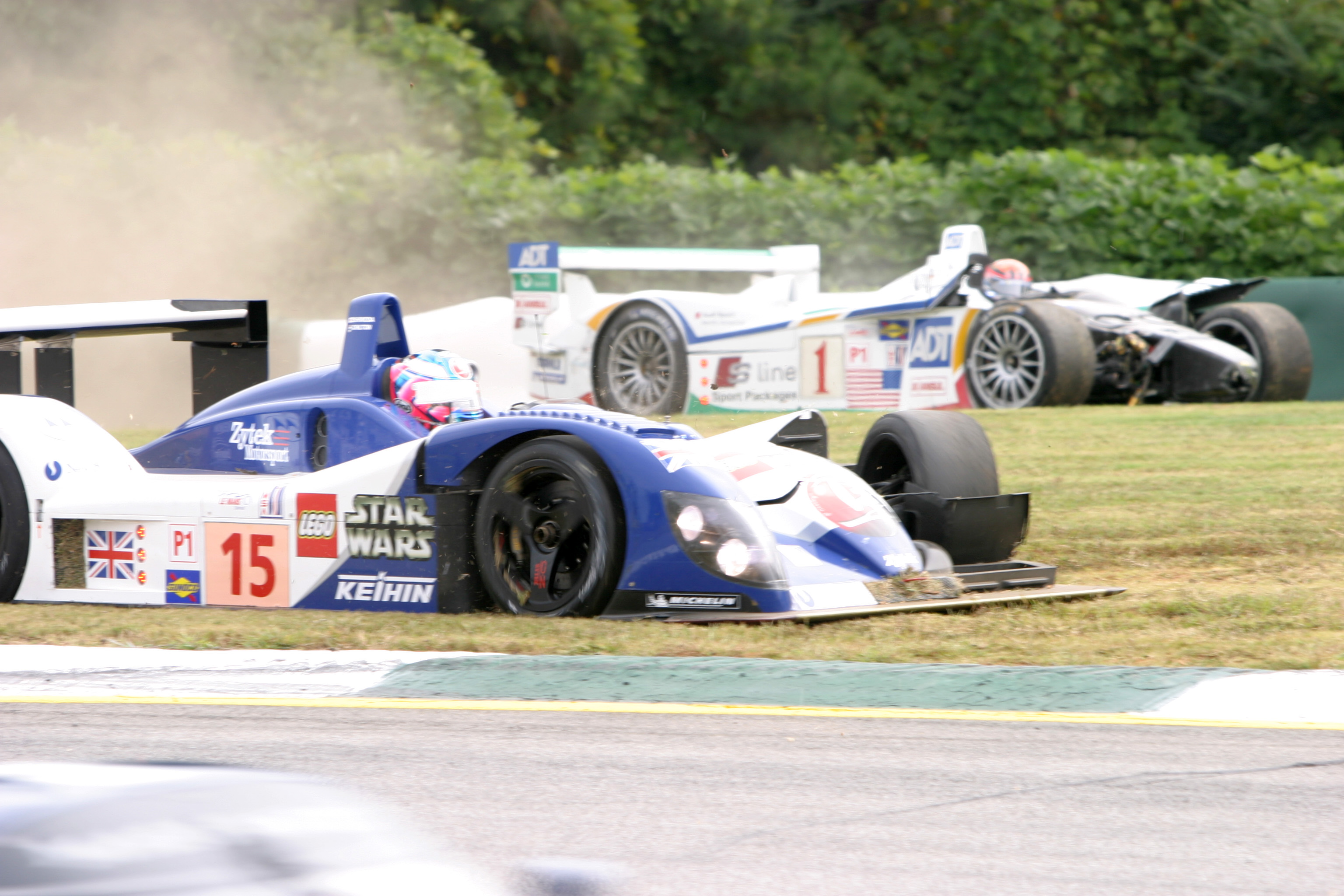
Accident lors du premier tour.

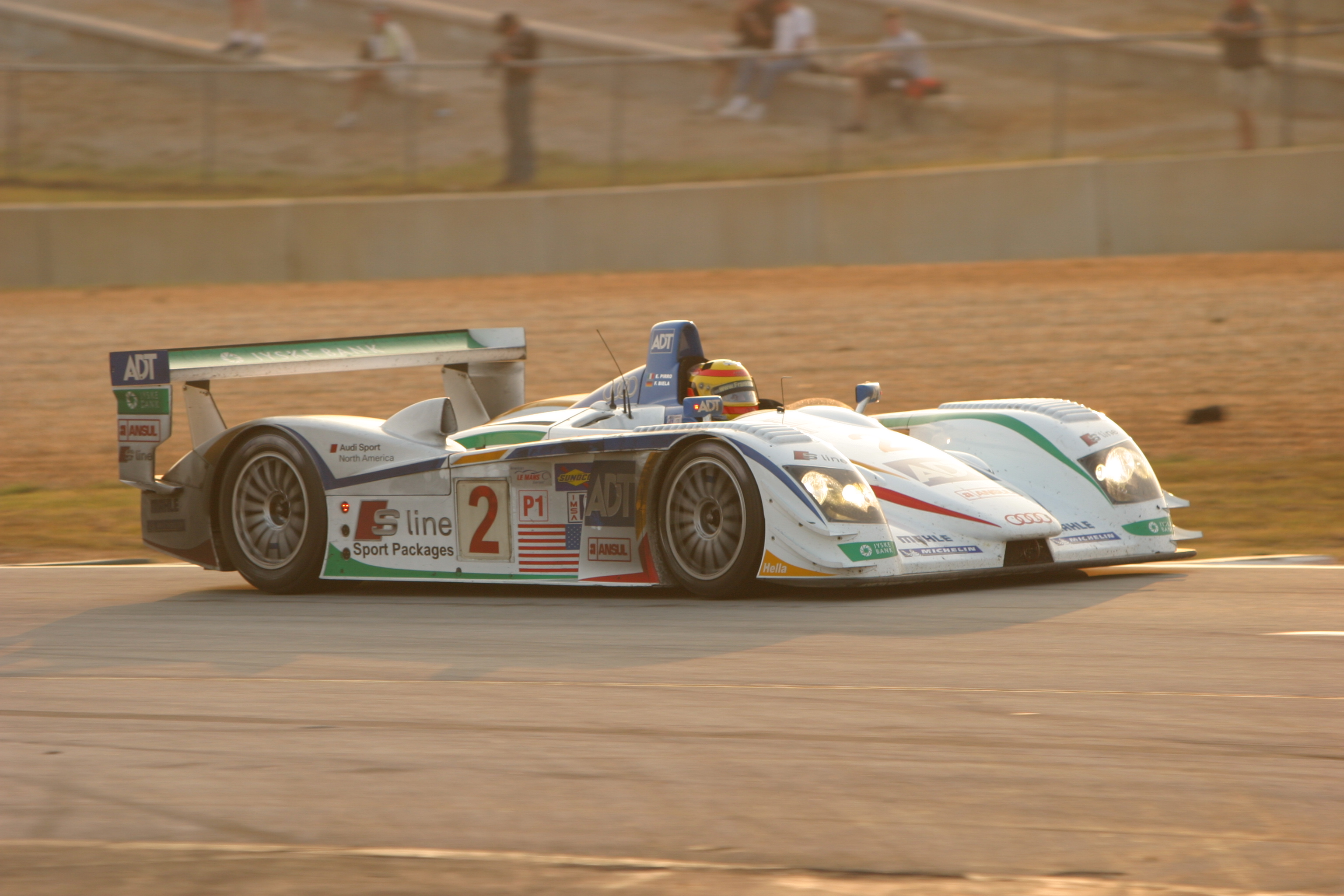
L'Audi R8 n°2, gagnante de l'épreuve.

Navigation
Édition précédente Édition suivante
8e édition de l'épreuve, le Petit Le Mans a été remporté le 1er octobre 2005 par l'Audi R8 N°2 de Frank Biela et Emanuele Pirro.

## Résultats
Les vainqueurs de chaque catégorie sont signalés par un fond jaune.
| Classement | Catégorie | no | Équipe                                      | Pilotes                                            | Châssis                     | Pneus | Tours |
| Classement | Catégorie | no | Équipe                                      | Pilotes                                            | Moteur                      | Pneus | Tours |
| ---------- | --------- | -- | ------------------------------------------- | -------------------------------------------------- | --------------------------- | ----- | ----- |
| 1          | LMP1      | 2  | ADT Champion Racing                         | Frank Biela Emanuele Pirro                         | Audi R8                     | M     | 394   |
| 1          | LMP1      | 2  | ADT Champion Racing                         | Frank Biela Emanuele Pirro                         | Audi 3.6L Turbo V8          | M     | 394   |
| 2          | LMP1      | 20 | Dyson Racing                                | Chris Dyson Guy Smith                              | MG-Lola EX257               | M     | 382   |
| 2          | LMP1      | 20 | Dyson Racing                                | Chris Dyson Guy Smith                              | MG (AER) XP20 2.0L Turbo I4 | M     | 382   |
| 3          | GT1       | 4  | Corvette Racing                             | Oliver Gavin Olivier Beretta Jan Magnussen         | Chevrolet Corvette C6.R     | M     | 379   |
| 3          | GT1       | 4  | Corvette Racing                             | Oliver Gavin Olivier Beretta Jan Magnussen         | Chevrolet 7.0L V8           | M     | 379   |
| 4          | GT1       | 57 | Aston Martin Racing                         | David Brabham Darren Turner Jonny Kane             | Aston Martin DBR9           | M     | 378   |
| 4          | GT1       | 57 | Aston Martin Racing                         | David Brabham Darren Turner Jonny Kane             | Aston Martin 6.0L V12       | M     | 378   |
| 5          | LMP2      | 37 | Intersport Racing                           | Jon Field Clint Field Liz Halliday                 | Lola B05/40                 | G     | 375   |
| 5          | LMP2      | 37 | Intersport Racing                           | Jon Field Clint Field Liz Halliday                 | AER P07 2.0L Turbo I4       | G     | 375   |
| 6          | GT1       | 63 | ACEMCO Motorsports                          | Terry Borcheller Johnny Mowlem Ralf Kelleners      | Saleen S7-R                 | M     | 373   |
| 6          | GT1       | 63 | ACEMCO Motorsports                          | Terry Borcheller Johnny Mowlem Ralf Kelleners      | Ford 7.0L V8                | M     | 373   |
| 7          | LMP1      | 1  | ADT Champion Racing                         | Marco Werner JJ Lehto                              | Audi R8                     | M     | 372   |
| 7          | LMP1      | 1  | ADT Champion Racing                         | Marco Werner JJ Lehto                              | Audi 3.6L Turbo V8          | M     | 372   |
| 8          | GT1       | 35 | Maserati Corse Risi Competizione            | Andrea Bertolini Fabio Babini Fabrizio de Simone   | Maserati MC12               | P     | 371   |
| 8          | GT1       | 35 | Maserati Corse Risi Competizione            | Andrea Bertolini Fabio Babini Fabrizio de Simone   | Maserati 6.0L V12           | P     | 371   |
| 9          | GT2       | 31 | Petersen Motorsports White Lightning Racing | Patrick Long Jörg Bergmeister                      | Porsche 911 GT3-RSR         | M     | 364   |
| 9          | GT2       | 31 | Petersen Motorsports White Lightning Racing | Patrick Long Jörg Bergmeister                      | Porsche 3.6L Flat-6         | M     | 364   |
| 10         | GT2       | 24 | Alex Job Racing                             | Ian Baas Marcel Tiemann Emmanuel Collard           | Porsche 911 GT3-RSR         | M     | 363   |
| 10         | GT2       | 24 | Alex Job Racing                             | Ian Baas Marcel Tiemann Emmanuel Collard           | Porsche 3.6L Flat-6         | M     | 363   |
| 11         | GT1       | 58 | Aston Martin Racing                         | Pedro Lamy Tomáš Enge Peter Kox                    | Aston Martin DBR9           | M     | 359   |
| 11         | GT1       | 58 | Aston Martin Racing                         | Pedro Lamy Tomáš Enge Peter Kox                    | Aston Martin 6.0L V12       | M     | 359   |
| 12         | GT1       | 3  | Corvette Racing                             | Ron Fellows Johnny O'Connell Max Papis             | Chevrolet Corvette C6.R     | M     | 357   |
| 12         | GT1       | 3  | Corvette Racing                             | Ron Fellows Johnny O'Connell Max Papis             | Chevrolet 7.0L V8           | M     | 357   |
| 13         | GT2       | 45 | Flying Lizard Motorsports                   | Johannes van Overbeek Jon Fogarty Darren Law       | Porsche 911 GT3-RSR         | M     | 356   |
| 13         | GT2       | 45 | Flying Lizard Motorsports                   | Johannes van Overbeek Jon Fogarty Darren Law       | Porsche 3.6L Flat-6         | M     | 356   |
| 14         | LMP2      | 8  | B-K Motorsports                             | Guy Cosmo Jamie Bach Elliot Forbes-Robinson        | Courage C65                 | G     | 354   |
| 14         | LMP2      | 8  | B-K Motorsports                             | Guy Cosmo Jamie Bach Elliot Forbes-Robinson        | Mazda R20B 2.0L 3-Rotor     | G     | 354   |
| 15         | LMP1      | 12 | Autocon Motorsports                         | Michael Lewis Bryan Willman                        | Riley & Scott Mk III C      | D     | 350   |
| 15         | LMP1      | 12 | Autocon Motorsports                         | Michael Lewis Bryan Willman                        | Elan 6L8 6.0L V8            | D     | 350   |
| 16         | LMP2      | 7  | BAT Competition                             | Bob Woodman Mike Johnson Georges Forgeois          | Lola B2K/40                 | Y     | 350   |
| 16         | LMP2      | 7  | BAT Competition                             | Bob Woodman Mike Johnson Georges Forgeois          | Nissan (AER) 3.0L V6        | Y     | 350   |
| 17         | GT2       | 23 | Alex Job Racing                             | Timo Bernhard Romain Dumas                         | Porsche 911 GT3-RSR         | M     | 349   |
| 17         | GT2       | 23 | Alex Job Racing                             | Timo Bernhard Romain Dumas                         | Porsche 3.6L Flat-6         | M     | 349   |
| 18         | GT2       | 43 | BAM!                                        | Mike Rockenfeller Wolf Henzler Martin Jensen       | Porsche 911 GT3-RSR         | Y     | 343   |
| 18         | GT2       | 43 | BAM!                                        | Mike Rockenfeller Wolf Henzler Martin Jensen       | Porsche 3.6L Flat-6         | Y     | 343   |
| 19         | GT2       | 79 | J3 Racing                                   | Justin Jackson Niclas Jönsson Tim Sugden           | Porsche 911 GT3-RSR         | P     | 324   |
| 19         | GT2       | 79 | J3 Racing                                   | Justin Jackson Niclas Jönsson Tim Sugden           | Porsche 3.6L Flat-6         | P     | 324   |
| 20         | GT1       | 71 | Carsport America                            | Michele Rugolo Tom Weickardt Jean-Philippe Belloc  | Dodge Viper GTS-R           | P     | 304   |
| 20         | GT1       | 71 | Carsport America                            | Michele Rugolo Tom Weickardt Jean-Philippe Belloc  | Dodge 8.0L V10              | P     | 304   |
| 21 Nc      | GT2       | 51 | Panoz Motor Sports                          | Bryan Sellers Marino Franchitti Gunnar Jeannette   | Panoz Esperante GT-LM       | P     | 258   |
| 21 Nc      | GT2       | 51 | Panoz Motor Sports                          | Bryan Sellers Marino Franchitti Gunnar Jeannette   | Ford (Elan) 5.0L V8         | P     | 258   |
| 22 Abd     | GT2       | 78 | J3 Racing                                   | Michael Cawley Leh Keen Andy Burgess               | Porsche 911 GT3-RS          | P     | 253   |
| 22 Abd     | GT2       | 78 | J3 Racing                                   | Michael Cawley Leh Keen Andy Burgess               | Porsche 3.6L Flat-6         | P     | 253   |
| 23 Abd     | LMP2      | 30 | Barazi-Kruse Motorsport                     | Juan Barazi Philipp Bennett Elton Julian           | Courage C65                 | P     | 225   |
| 23 Abd     | LMP2      | 30 | Barazi-Kruse Motorsport                     | Juan Barazi Philipp Bennett Elton Julian           | AER P07 2.0L Turbo I4       | P     | 225   |
| 24 Abd     | LMP2      | 10 | Miracle Motorsports                         | Jeff Bucknum Chris McMurry James Gue               | Courage C65                 | K     | 197   |
| 24 Abd     | LMP2      | 10 | Miracle Motorsports                         | Jeff Bucknum Chris McMurry James Gue               | AER P07 2.0L Turbo I4       | K     | 197   |
| 25 Abd     | LMP2      | 41 | Binnie Motorsports                          | William Binnie Alan Timpany Sam Hancock            | Lola B05/40                 | P     | 195   |
| 25 Abd     | LMP2      | 41 | Binnie Motorsports                          | William Binnie Alan Timpany Sam Hancock            | Nicholson-McLaren 3.3L V8   | P     | 195   |
| 26 Abd     | LMP1      | 16 | Dyson Racing                                | Butch Leitzinger Andy Wallace James Weaver         | MG-Lola EX257               | M     | 164   |
| 26 Abd     | LMP1      | 16 | Dyson Racing                                | Butch Leitzinger Andy Wallace James Weaver         | MG (AER) XP20 2.0L Turbo I4 | M     | 164   |
| 27 Nc      | GT2       | 50 | Panoz Motor Sports                          | Bill Auberlen Robin Liddell Scott Maxwell          | Panoz Esperante GT-LM       | P     | 90    |
| 27 Nc      | GT2       | 50 | Panoz Motor Sports                          | Bill Auberlen Robin Liddell Scott Maxwell          | Ford (Elan) 5.0L V8         | P     | 90    |
| 28 Abd     | GT2       | 44 | Flying Lizard Motorsports                   | Lonnie Pechnik Seth Neiman David Murry             | Porsche 911 GT3-RSR         | M     | 89    |
| 28 Abd     | GT2       | 44 | Flying Lizard Motorsports                   | Lonnie Pechnik Seth Neiman David Murry             | Porsche 3.6L Flat-6         | M     | 89    |
| 29 Abd     | LMP2      | 19 | Van der Steur Racing                        | Gunnar van der Steur Eric van der Steur Ben Devlin | Lola B2K/40                 | D     | 7     |
| 29 Abd     | LMP2      | 19 | Van der Steur Racing                        | Gunnar van der Steur Eric van der Steur Ben Devlin | Nissan (AER) 3.0L V6        | D     | 7     |
| 30 Abd     | LMP1      | 15 | Zytek Engineering                           | Tom Chilton Hayanari Shimoda                       | Zytek 04S                   | M     | 0     |
| 30 Abd     | LMP1      | 15 | Zytek Engineering                           | Tom Chilton Hayanari Shimoda                       | Zytek ZG348 3.4L V8         | M     | 0     |

## Statistiques
- Pole Position : no 15 Zytek Engineering - 1:10.781
- Tour le plus rapide : no 1 ADT Champion Racing - 1:12.958